# 132-я танковая бригада (Италия)
132-я танковая бригада «Ариете» (итал. 132ª Brigata corazzata "Ariete") — тактическое соединение сухопутных войск Италии.

## История

### 132-я танковая дивизия «Ариете»
132-я танковая дивизия «Ариете» (итал. «Ariete», «Овен») сформирована 1 февраля 1939 года на базе 2-й бронетанковой бригады (32-го танкового полка), став первой танковой дивизией Королевской армии (следующая 131-я «Чентауро» была сформирована позднее, в апреле 1939 года). Размещение — Милан. На вооружении дивизии состояли танкетки L3/35.
После вступления Италии во Вторую мировую войну дивизия располагалась в Вероне и на протяжении Французской кампании находилась в резерве.
24 января 1941 года дивизия высадилась в Триполи (Ливия, Северная Африка) и с 31 марта приняла участие в Североафриканской кампании. На 23 октября 1942 года в дивизии насчитывалось 129 средних танков Fiat M13/40. В октябре 1942 года во время второго сражения под Эль-Аламейном дивизия при отступлении была практически полностью уничтожена. Танкисты дивизии проявили при этом массовый героизм.
21 ноября 1942 года дивизия расформирована. Остатки дивизии вместе с остатками танковых дивизий «Литторио» и «Триесте» были сведены в единую боевую группу «Ариете», которая была уничтожена полгода спустя — в апреле 1943 года в Тунисе. К моменту капитуляции немецко-итальянских войск дивизии «Ариете» фактически не существовало.

### 135-я танковая дивизия «Ариете II»
1 апреля 1943 года в северо-восточной Италии была сформирована 135-я танковая дивизия «Ариете II» (итал. 135. Divisione Corazzata Ariete II), которая состояла из кавалерийских полков. На вооружении дивизии находилось 247 танков и 50 бронеавтомобилей. Дивизия должна была входить в состав Моторизованного корпуса (итал. Corpo d’Armata Motocorazzato, CAM).
После падения режима Бенито Муссолини и перехода Королевства Италии на сторону союзников, 8 сентября 1943 года итальянская армия в течение нескольких дней была разоружена немецкими войсками. 8—10 сентября дивизия «Ариете II» обороняла Рим, предположительно против 3-й моторизованной дивизии, пока король и правительство не выехали из страны, а затем сдалась немцам и была расформирована.

### Танковая бригада (дивизия) «Ариете»
В 1948 году в Риме сформирована танковая бригада «Ариете», на базе которой 1 октября 1942 года была образована танковая дивизия в составе тех же полков, что и во времена Североафриканской кампании:
- 8-й полк берсальеров
- 132-й танковый полк
- 132-й артиллерийский полк

и дополненная новыми частями:
- 19-й разведывательный кавалерийский эскадрон
- инженерный батальон
- батальон связи

В 1963 году структура дивизии была приведена к стандартам НАТО, в результате чего полки были преобразованы в бригады. В состав дивизии также была включена 32-я танковая бригада.
В 1975 году при реорганизации дивизии в её состав были включены 32-я «Mameli» и 132-я «Manin» танковые, а также 8-я «Garibaldi» механизированная бригады.

### 132-я танковая бригада «Ариете»
10 октября 1986 года дивизия была преобразована в 132-ю танковую бригаду «Ариете» в составе:
- штаб бригады (Порденоне)
- 4-й танковый полк (Беллинцаго-Новарезе)
- 432-й танковый полк (Тауриано)
- 132-й танковый полк (Корденонс)
- 11-й полк берсальеров (Orcenigo Superiore)
- 132-й артиллерийский полк (Maniago)
- 10-й инженерный полк (Кремона)
- Транспортный батальон «Ариете» (Maniago)

Все полки сокращены до размеров батальона. На вооружении бригады 123 танка Ариете, 59 БМП «Дардо» и некоторое количество САУ PzH 2000.

## Командиры
132-я танковая дивизия «Ариете» (1939—1942)
- дивизионный генерал Карло Веччьярелли (итал. Carlo Vecchiarelli) — c 01.02.1939 до лета 1940
- дивизионный генерал Этторе Бальдассаре (итал. Ettore Baldassarre) — c лета 1940 по 21.07.1941 (погиб во время бомбардировки)
- бригадный генерал Ismaele Di Nisio (врио)
- бригадный генерал Марио Балотта (итал. Mario Balotta) — с 21.07.1941 по январь 1942
- дивизионный генерал Джузеппе Де Стефанис (итал. Giuseppe De Stefanis) — с января 1942 по июнь 1942
- бригадный генерал Франческо Антонио Арена (итал. Francesco Antonio Arena) — июнь 1942 (врио)
- дивизионный генерал Адольфо Инфанте (итал. Adolfo Infante) — с июня 1942 по 25.11.1942
- бригадный генерал Франческо Антонио Арена (итал. Francesco Antonio Arena)
- полковник Gaetano Cantaluppi (врио)

135-я танковая дивизия «Ариете II» (1943)
- генерал-майор Раффаэле Кадорна (итал. Raffaele Cadorna)

Боевая группа «Ариете» (1948)
- бригадный генерал Giorgio Liuzzi

Танковая бригада «Ариете» (1948—1952)
- бригадный генерал Giorgio Liuzzi
- бригадный генерал Tommaso Lequio di Assaba
- бригадный генерал Giuseppe Berti
- бригадный генерал Luigino De Micheli

Танковая дивизия «Ариете» (1952—1986)
- дивизионный генерал Attilio Bruno
- дивизионный генерал Clemente Menzio
- дивизионный генерал Guido Boschetti
- дивизионный генерал Ugo Bizzarri
- дивизионный генерал Ugo Centofanti
- дивизионный генерал Paolo Gaspari
- дивизионный генерал Gianfilippo Cangini
- дивизионный генерал Goffredo Fiore
- дивизионный генерал Cirino Rubino
- дивизионный генерал Vittorio La Rosa
- дивизионный генерал Camillo Cacciò
- дивизионный генерал Andrea Cucino
- дивизионный генерал Giovanni Gemme
- дивизионный генерал Vincenzo Leonelli
- дивизионный генерал Giangiorgio Barbasetti di Prun
- дивизионный генерал Марчелло Флориани (итал. Marcello Floriani)
- дивизионный генерал Luciano Fortunato
- дивизионный генерал Emilio Lo Cicero
- дивизионный генерал Nicola Chiari
- дивизионный генерал Giuseppe Piovano
- дивизионный генерал Riccardo Bisognero
- дивизионный генерал N.Enrico Repole
- дивизионный генерал Gianfranco Farotti
- дивизионный генерал Giuseppe d’Ambrosio
- дивизионный генерал Francesco De Vita
- дивизионный генерал Pietro Giannattasio
- дивизионный генерал Benedetto Spinelli

132-я танковая бригада «Ариете»
- бригадный генерал Mario Ventrutto
- бригадный генерал Antonio Tomasicchio
- бригадный генерал Gianalfonso d’Avossa
- бригадный генерал Francesco Otti
- бригадный генерал Cosimo D’arrigo
- бригадный генерал Gaetano Romeo
- бригадный генерал Salvatore Carrara
- бригадный генерал Giuseppe Valotto
- бригадный генерал Giuseppe Emilio Gay
- бригадный генерал Massimo De Maggio
- бригадный генерал Mauro Moscatelli
- бригадный генерал Walter La Valle
- бригадный генерал Gian Marco Chiarini
- бригадный генерал Roberto Ranucci
- бригадный генерал Paolo Ruggiero
- бригадный генерал Carmelo De Cicco
- бригадный генерал Salvatore Camporeale
- бригадный генерал Gaetano Zauner

- Герб 4-го танкового полка
- Герб 32-го танкового полка
- Герб 132-го танкового полка
- Герб 11-го полка берсальеров
- Герб 132-го артиллерийского полка
- Герб 10-го инженерного полка
- Герб транспортного батальона «Ариете»

## Награды и наименования
| Награда           | Дата           | За что получена  |
| ----------------- | -------------- | ---------------- |
| «Ариете» («овен») | 1 февраля 1939 | при формировании |

## Отличившиеся воины дивизии
| Награда                               | Фамилия, Имя                                  | Должность                                                               | Звание            | Дата награждения | Примечания                                                 |
| ------------------------------------- | --------------------------------------------- | ----------------------------------------------------------------------- | ----------------- | ---------------- | ---------------------------------------------------------- |
| Золотая медаль «За воинскую доблесть» | Андреани, Альберто (итал. Alberto Andreani)   | командир партизанского отряда Движения Сопротивления в Италии           | подполковник      | 1945             | После войны — заместитель командира 132-го танкового полка |
| Золотая медаль «За воинскую доблесть» | Бруно, Пьетро (итал. Pietro Bruno)            | командир взвода Fiat M14/41 10-го батальона 132-го танкового полка      | младший лейтенант | 1942 (посмертно) | погиб 4 ноября 1942                                        |
| Золотая медаль «За воинскую доблесть» | Галас, Бруно (итал. Bruno Galas)              | механик-водитель танка Fiat M13/40 3-го батальона 32-го танкового полка | сержант           | 1941 (посмертно) | погиб 3 января 1941                                        |
| Золотая медаль «За воинскую доблесть» | Кьяменти, Карло (итал. Carlo Chiamenti)       | 32-й танковый полк                                                      | младший сержант   | 1941 (посмертно) | погиб 15 апреля 1941                                       |
| Золотая медаль «За воинскую доблесть» | Миттика, Пьетро (итал. Pietro Mittica)        | 4-й танковый полк                                                       | сержант-майор     | 1941             | Тяжело ранен 21 января 1941.                               |
| Золотая медаль «За воинскую доблесть» | Паскуччи, Луиджи (итал. Luigi Arbib Pascucci) | командир танкового взвода Fiat M13/40 132-го танкового полка            | лейтенант         | 1942 (посмертно) | погиб 5 ноября 1942                                        |

## Галерея
- 132-я танковая бригада на учениях Combined Resolve XV на полигоне Хоэнфельс